# Cantón de Saint-Genis-de-Saintonge
El cantón de Saint-Genis-de-Saintonge era una división administrativa francesa, que estaba situada en el departamento de Charente Marítimo y la región de Poitou-Charentes.

## Composición
El cantón estaba formado por dieciséis comunas:
- Bois
- Champagnolles
- Clam
- Clion
- Givrezac
- Lorignac
- Mosnac
- Plassac
- Saint-Dizant-du-Gua
- Saint-Fort-sur-Gironde
- Saint-Genis-de-Saintonge
- Saint-Georges-Antignac
- Saint-Germain-du-Seudre
- Saint-Grégoire-d'Ardennes
- Saint-Palais-de-Phiolin
- Saint-Sigismond-de-Clermont

## Supresión del cantón de Saint-Genis-de-Saintonge
En aplicación del Decreto nº 2014-269 de 27 de febrero de 2014, el cantón de Saint-Genis-de-Saintonge fue suprimido el 22 de marzo de 2015 y sus 16 comunas pasaron a formar parte; doce del nuevo cantón de Pons y cuatro del nuevo cantón de Jonzac.